# Maria Adelaide de Saboia
Maria Adelaide de Saboia (em italiano: Maria Adelaide di Savoia; Turim, 6 de dezembro de 1685 – Versalhes, 12 de fevereiro de 1712), princesa de Saboia, foi a esposa de Luís, Duque da Borgonha e mãe do rei Luís XV de França. Era filha de Vítor Amadeu II, Duque de Saboia, futuro Vítor Amadeu II da Sardenha, e de sua esposa Ana Maria de Orleães.

## Início de vida
Nascida no Palácio Real de Turim em 6 de dezembro de 1685, Maria Adelaide era a primogênita de Vítor Amadeu II, Duque de Saboia, e da princesa francesa Ana Maria de Orleães, sobrinha de Luís XIV de França, e filha de Filipe da França, Duque de Orleães e sua primeira esposa, Henriqueta Ana da Inglaterra. Seu parto quase custou a vida de sua mãe, que na altura, tinha somente dezesseis anos. Maria Adelaide desfrutou de uma relação particularmente estreita com a sua avó, bem como com a mãe, que, apesar do protocolo, estava a criar os seus próprios filhos, o que era bastante incomum entre a realeza da época. Quando crianças, ela e sua irmã Maria Luísa frequentavam frenquentemente o Vigno di Madama fora de Turim e faziam visitas semanais à sua avó no Palazzo Madama, em Turim.

## Casamento

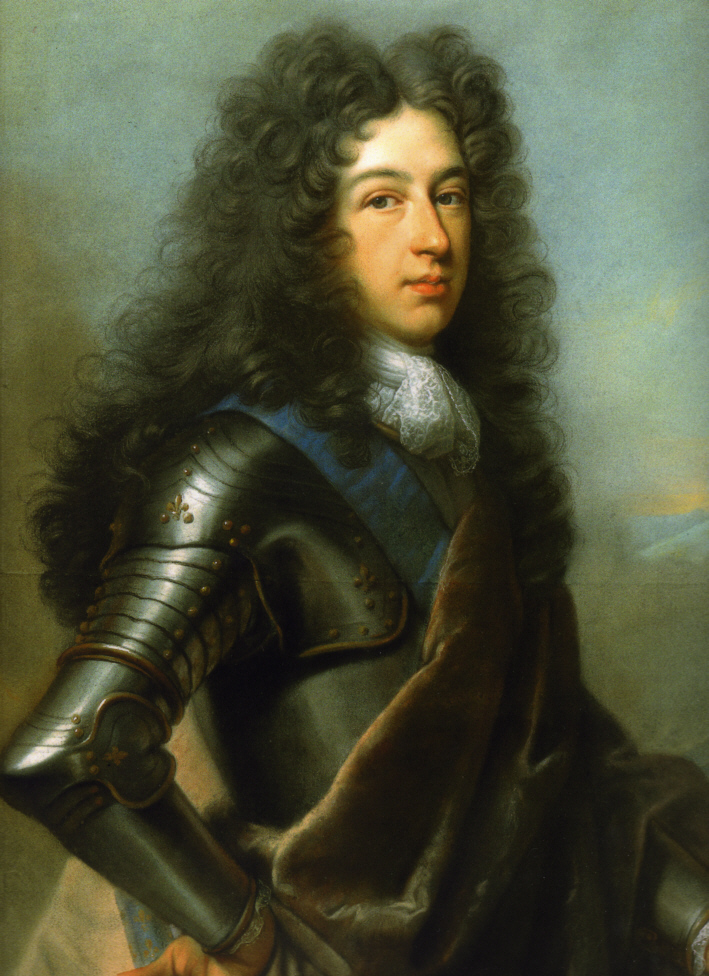
Louis, Duque de Borgonha

Vítor Amadeu tinha proposto inicialmente Maria Adelaide como uma noiva em potencial ao arquiduque José, mas o imperador Leopoldo I tinha rejeitado a proposta por conta de sua pouca idade. O Tratado de Turim foi negociado sob a influência do marechal de Tessé que sugeriu que Maria Adelaide fosse enviada a França para terminar sua educação afim de casá-la com o duque da Borgonha.
Ao chegar à França, Luís XIV, que viera para recebê-la, encontrou-a em Montargis, em 4 de novembro de 1696, e ficou muito satisfeito com a princesa.  Como ainda era uma menina de onze anos, o casamento não ocorreu imediatamente e, em vez disso, três dias por semana, Maria Adelaide era submetida a aulas na Maison royale de Saint-Louis, a escola de meninas que Madame de Maintenon tinha fundado em 1684 em Saint-Cyr, nos arredores de Versalhes.
Em 6 de dezembro de 1697, em seu décimo segundo aniversário, a princesa Maria Adelaide casou-se formalmente com o Luís, Duque da Borgonha no Palácio de Versalhes. O evento ocorreu após a assinatura do Tratado de Rijswijk que pôs fim a Guerra dos Nove Anos. Seu marido era o filho mais velho e herdeiro aparente de Luís, Delfim da França e Maria Ana Vitória da Baviera.

## Duquesa da Borgonha

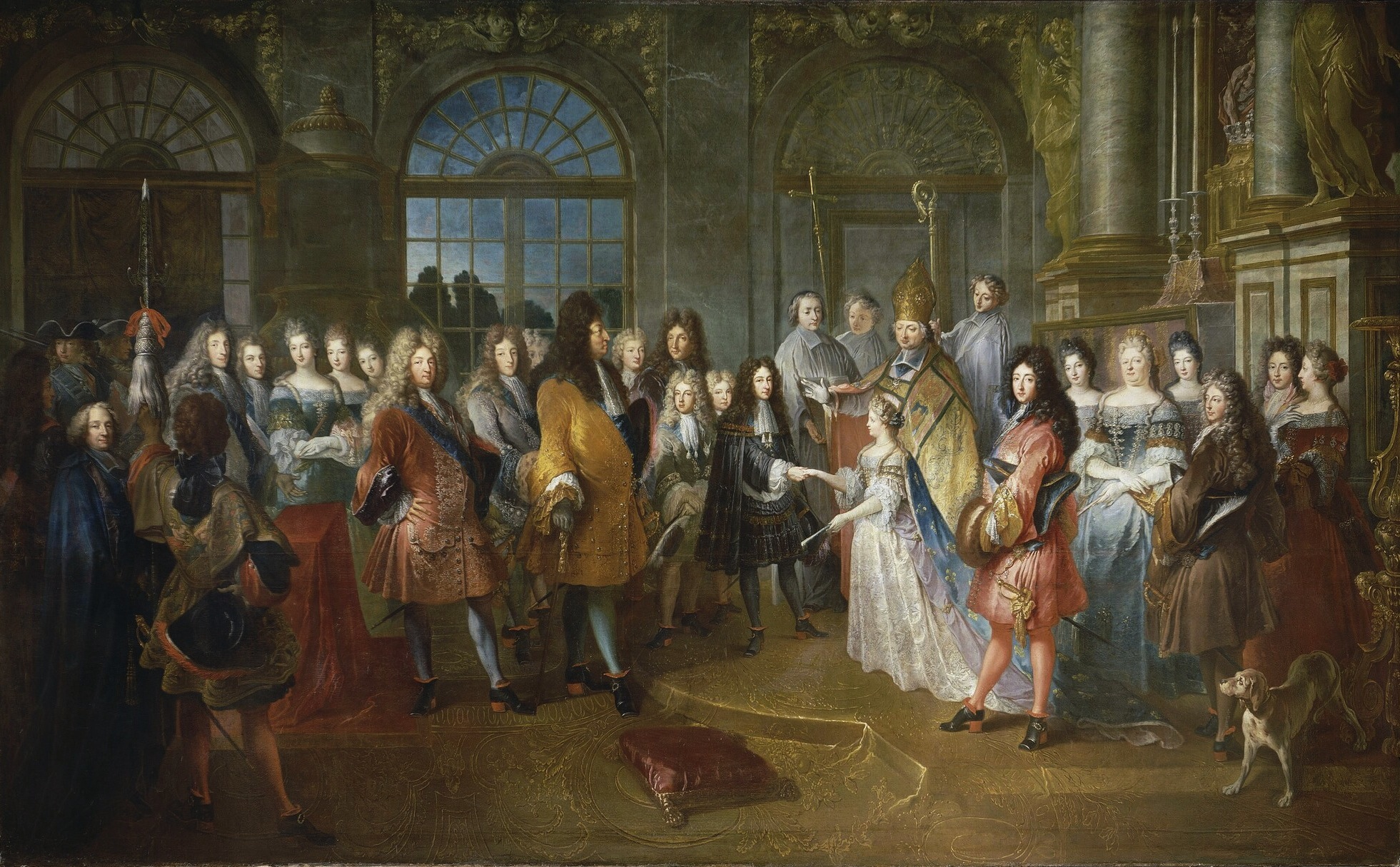
O Casamento do Duque da Borgonha
Antoine Dieu, 1715
Palácio de Versalhes

A nova duquesa da Borgonha tinha uma estreita relação com o rei Luís XIV e com Madame de Maintenon. Sua chegada a Versalhes foi descrita como "uma lufada de ar fresco", revivendo o pátio opaco da corte. Maria Adelaide também mantinha estreita correspondência com seus pais e avó.
Ela usou sua influência sobre o velho rei para impedir que seus inimigos políticos promovessem suas causas. Sua grande inimiga era a duquesa de Orleães, filha ilegítima de Luís XIV e sua amante, Madame de Montespan. A duquesa de Orleãe queria que sua filha, Maria Luísa Isabel de Orleães, se casasse com Carlos, Duque de Berry, filho mais novo de Luís, Delfim da França. Para manter sua influência sobre o rei, a duquesa de Borgonha organizou o casamento do duque de Berry com Maria Luísa de Orleães. A influente Maria Adelaide também trouxe a desgraça para Luís José, Duque de Vendôme, um grande militar da época.
A duquesa de Borgonha deu à luz seu primeiro filho em 1704. A criança, um menino que viveu por pouco tempo, recebeu o título de "Duque de Bretanha" antes de sua morte, em 1705. Maria Adelaide teve mais duas crianças em 1707 e 1710. Seu filho mais novo, a única criança a sobreviver, mais tarde tornou-se o rei Luís XV de França.

## Delfina da França

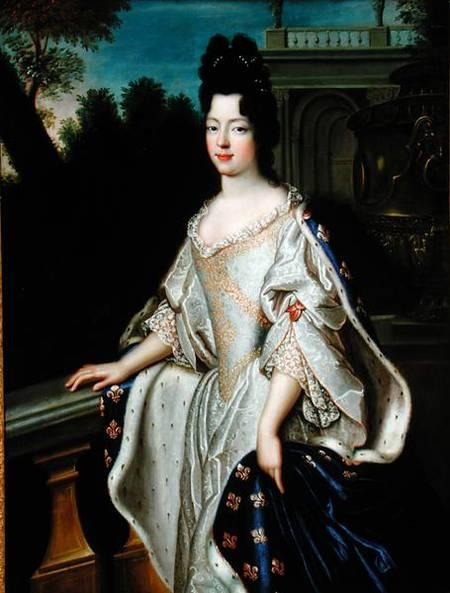
Maria Adelaide
Autor desconhecido, c. 1698
Galeria Sabauda, Turim

No início de abril de 1711, seu sogro Luís, Delfim da França contraiu varíola e morreu no dia 14 de abril  de 1711 no Castelo de Meudon. Após a morte de Luís, Maria Adelaide e seu marido tornaram-se delfim e delfina de França.
A corte de luto viajou a Fontainebleau em fevereiro de 1712. Em Fontainebleau, Maria Adelaide pegou uma febre que se acometeu em sarampo. Tendo sido sangrada e dada emética, ela morreu em Versalhes aos vinte e seis anos de idade. Luís XIV e Madame de Maintenon mergulharam-se em tristeza. Madame disse mais tarde que Maria Adelaide era uma das duas únicas pessoas que Luís XIV amara verdadeiramente em sua vida, sendo a outra Ana da Áustria, a mãe do rei. Após a morte da delfina, a família real se mudou para o Castelo de Marly para evitar a propagação da infecção. Foi em Marly que o próprio delfim morreu seis dias depois, tendo apanhado o sarampo de sua esposa.
O casal foi enterrado na Basílica de Saint-Denis em 23 de fevereiro de 1712. Seu filho, o duque de Bretanha morreu em março daquele ano com sarampo. O único filho a sobreviver à epidemia foi o futuro Luís XV de França que estava trancado dentro de seus apartamentos com sua governanta Madame de Ventadour para evitar ser sangrado até a morte por médicos como o seu irmão mais velho. Madame de Ventadour ficou famosa por ter salvado a vida do pequeno príncipe. Luís XV posteriormente nomeou sua quarta filha Maria Adelaide em honra de sua mãe.

## Descendência
1. Luís, Duque de Bretanha (25 de junho de 1704 - 13 de abril de 1705), morreu de convulsões;[18]
2. Luís, Duque da Bretanha (8 de janeiro de 1707 - 8 de março de 1712), morreu de sarampo;
3. Luís XV de França (15 de fevereiro de 1710 - 10 de maio de 1774), Rei da França; casou-se com Maria Leszczyńska, com descendência; morreu de varíola.